# Telení ledovců

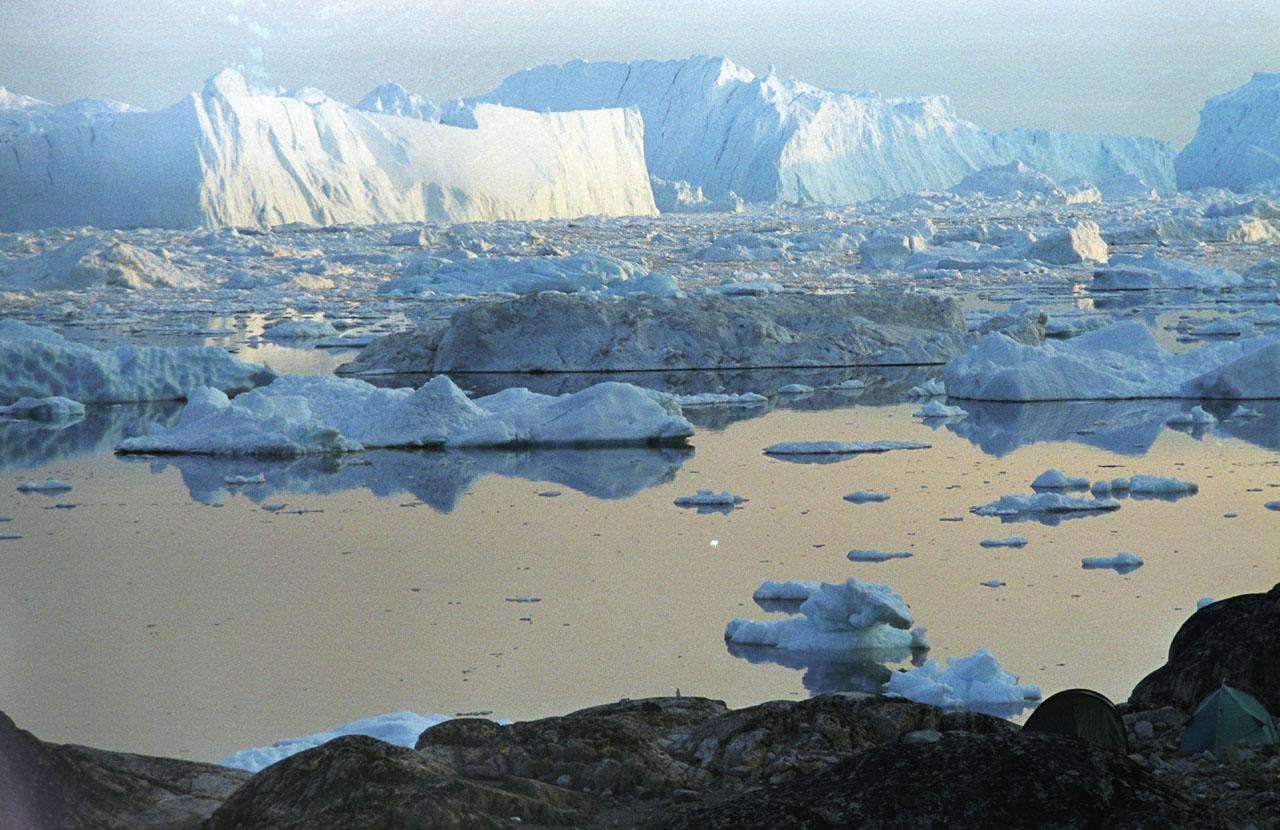
Oblast ve které dochází k masivnímu telení ledovců.

Telení ledovců je přirozený proces, při kterém dochází k deformaci souvislé vrstvy ledu a k odlamování obrovských bloků (icebergů) i menších kusů ledovcového ledu z čel ledovců či z šelfových ledovců. Obvykle tento proces probíhá na čele ledové masy sahající až do vody, ale někdy se tak označuje i jejich oddělování na souši.
Ledovec sahající až do moře nejprve brázdí mořské dno, ale vlivem nadnášení se jeho čelo začne prohýbat do podoby plovoucího jazyka a nakonec odlamovat. Vzniká tam oblast s polem icebergů, tj. oblast, kde se odlamují a jsou následně unášeny mořskými proudy na širé moře, kde se stávají potenciální hrozbou pro zámořské lodě, jelikož z vody vystupuje pouhá 1/8 jejich výšky. Srážka s lodí je velmi nebezpečná, jelikož může dojít k poškození lodě pod čárou ponoru a k jejímu potopení.
Telení bloků ledu, nejsou-li od počátku plně neseny vodou (tedy ne v případě obrovských tabulových hor zvolna se odtrhávajících od šelfů), je doprovázeno obrovským hřmotem a otřesy zaznamenatelnými nejbližšími seismografy. Naopak, telit se mohou i bloky, které byly předtím plně pod hladinou, a po odtelení se vynoří. Malým lodím se nedoporučuje přibližovat se k ledovým stěnám, které se mohou telit.

## Etymologie
Etymologicky je telení stejného původu s otelením, porodem telete, mláděte krávy. V angličtině se používá sousloví glacier calving či ice calving a iceberg calving, označující týž proces – při užití „iceberg“ jde zjevně o proces jeho vzniku, při užití „glacier“, čili ledovec, naopak o úbytek masy ledovce.